# San Manuel (Honduras)
San Manuel è un comune dell'Honduras facente parte del dipartimento di Cortés.
Il comune venne istituito nel 1859.